# Велика Омутна (станція)
Велика Омутна (рос. Большая Омутная) — станція Могочинського регіону Забайкальської залізниці Росії, розташована на дільниці Куенга — Бамівська між станціями Сегачама (відстань — 19 км) і Улятка (20 км). Відстань до ст. Куенга — 630 км, до ст. Бамівська — 119 км; до транзитного пункту Каримська — 862 км.